# تيد بيرمان
تيد بيرمان (بالإنجليزية: Ted Berman)‏ هو كاتب سيناريو ومخرج أمريكي، ولد في 17 ديسمبر 1919 في إيست لوس أنجيلس في الولايات المتحدة، وتوفي في 15 يوليو 2001 في لوس أنجلوس في الولايات المتحدة.

## وصلات خارجية
- تيد بيرمان على موقع IMDb (الإنجليزية)
- تيد بيرمان على موقع ألو سيني (الفرنسية)
- تيد بيرمان على موقع أول موفي (الإنجليزية)
- تيد بيرمان على موقع قاعدة بيانات الأفلام السويدية (السويدية)
- تيد بيرمان على موقع قاعدة بيانات الفيلم (الإنجليزية)
- تيد بيرمان على موقع كينوبويسك (الروسية)